# Jean-François Ferrari
Jean-François Gabriel Ferrari (né le 15 mars 1959) est un homme politique seychellois membre de l'Assemblée nationale des Seychelles. Le 3 novembre 2020, il prête serment en tant que ministre désigné et ministre des Pêches.

## Biographie
Ferrari étudie la sociologie et l'économie politique à l'Université d'Aix-Marseille à Aix-en-Provence. Il est journaliste de profession et est co-rédacteur en chef du journal Regar pendant 20 ans. En 1977, il participe au coup d'État qu'il regrettera plus tard. En 1991, il rejoint Roger Mancienne et Wavel Ramkalawan pour former le Parti Seselwa.
Il est membre du Parti national des Seychelles et est élu pour la première fois à l'Assemblée en 2007 après avoir été élu à la proportionnelle en 1998.
En 2006, il est blessé lors d'une manifestation contre le monopole du gouvernement sur la radio et la télévision. En 2009, il est de nouveau blessé lors d'une manifestation.
En 2016, Ferrari est élu à l'Assemblée nationale pour le district du Mont Fleuri et siège jusqu'en 2020. Le 31 octobre 2020, Ferrari est élu ministre désigné et ministre de la Pêche, succédant à Macsuzy Mondon.